# Lyndsie Fogarty

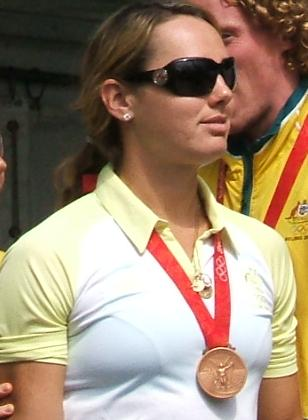
Lyndsie Fogarty

Lyndsie Fogarty (* 17. April 1984 in Brisbane) ist eine australische Kanutin.
Lyndsie Fogarty startet seit 2006 in internationalen Kajak-Rennen. Bei der Weltmeisterschaft 2006 in Szeged belegte sie im Vierer-Kajak (K4) über 1000 Meter den fünften und über 500 Meter den sechsten Rang. Bestes Saisonergebnis war der zweite Platz über 1000 Meter im K4 von Posen, im Einer wurde sie in Guangzhou Dritte über 500 Meter. Die Weltmeisterschaft 2007 in Duisburg brachte Platz sechs im Vierer über 500 Meter. In Gérardmer erreichte der australische Vierer-Kajak mit Platz zwei auf der 500-Meter-Distanz das beste Ergebnis. Bestes Ergebnis vor den Olympischen Spielen war Rang drei im Zweierkajak über 500 Meter in Duisburg. Bei den Olympischen Spielen 2008 in Peking gewann Fogarty eine Bronzemedaille im Vierer-Kajak über 500 Meter und wurde im Zweier mit Hannah Davis Sechste.